# Silk Torpedo
Albums de The Pretty Things
Freeway Madness
(1972) Savage Eye
(1975)
Silk Torpedo est le septième album des Pretty Things, sorti en novembre 1974.
Il s'agit du second album sorti sous le label Swan Song Records, créé par Led Zeppelin, et le premier de ce label sorti au Royaume-Uni. Les Pretty Things y retrouvent Norman Smith, qui avait déjà produit leurs albums S.F. Sorrow (1968) et Parachute (1970). Silk Torpedo est également le premier album du groupe à entrer dans les classements du Billboard, atteignant la 104e place.

## Enregistrement
L'enregistrement de l'album débute à l'été 1973 à Headley Grange, dans des conditions difficiles : le studio vient tout juste d'être utilisé – et partiellement détruit – par Led Zeppelin et Bad Company, et les Pretty Things doivent dormir à même le sol les premières nuits. En outre, les relations avec Norman Smith se révèlent plus tendues qu'à l'époque de S.F. Sorrow : « Hurricane » Smith est entre-temps lui-même devenu un chanteur à succès et supporte difficilement les frasques de Phil May. S'ajoute à cela « la malédiction des Pretty Things », selon le mot de John Povey : le piano à queue qu'il avait commandé pour la chanson Is It Only Love est accidentellement détruit durant sa livraison à Headley Grange. L'enregistrement et le mixage de l'album sont bouclés aux studios Olympic de Barnes, dans l'ouest de Londres.

## Critique
Dans Rolling Stone, Bud Scoppa estime que Silk Torpedo est le meilleur album que les Pretty Things aient sorti dans les années 1970, surpassant Parachute et Freeway Madness, et dresse des comparaisons avec Mott the Hoople et les Rolling Stones de Sticky Fingers. Il loue la qualité « impressionniste » des paroles de Phil May, et compare la puissance de la séquence Dream / Joey à celle de la chanson des Zombies Time of the Season.
Dans Phonograph Record, Alan Betrock loue l'homogénéité du son et la qualité des textures, mais pointe la perte d'innovation du groupe, devenu « plus incorporateurs qu'innovateurs » : il note des ressemblances entre Come Home Momma et la version de It's All Over Now par Rod Stewart, compare Bridge of God à « du Yes mélodique », et Is It Only Love à une ballade des Rolling Stones. Il résume son opinion en parlant d'un « album bon et solide », marquant le « retour bienvenu d'un groupe dont l'absence a été bien trop longue ».

## Titres

### Face 1
1. Dream / Joey (May, Povey) – 6:45
2. Maybe You Tried (May, Tolson) – 4:19
3. Atlanta (May, Tolson) – 2:40
4. L.A.N.T.A. (May, Povey, Smith) – 2:23
5. Is It Only Love (May) – 5:04

### Face 2
1. Come Home Momma (May) – 3:40
2. Bridge of God (May) – 4:56
3. Singapore Silk Torpedo (May, Tolson) – 5:08
4. Belfast Cowboys (May, Povey) – 4:55
5. Bruise in the Sky (May, Povey) – 1:58

### Titres bonus
Ces deux titres proviennent d'un concert donné au Santa Monica Auditorium en 1974.
1. Singapore Silk Torpedo (May, Tolson) – 7:11
2. Dream / Joey (May, Povey) – 7:16

## Musiciens
- Skip Alan : batterie, percussions, chant
- Gordon Edwards : basse, guitare, claviers, chant
- Jack Green : chant
- Phil May : chant, percussions
- John Povey : claviers, percussions, chant
- Peter Tolson : basse, guitare acoustique, guitare lead